# Лабораторијски прибор
Лабораторијски прибор, опрема у хемијским, физичким, биолошким и другим лабораторијама којим се изводе анализе, мерења, провере и експерименти. Лабораторијски прибор може бити једноставна као и сложена специјализована опрема направљен од стакла, порцелана, пластике, метала, дрвета. Већа и компликованија опрема се обично назива инструмент.

## Преглед
Организација и садржај лабораторија одређују се различитим захтевима стручњака који раде у њима. Лабораторија за физику може да садржи акцелератор честица или вакуумску комору, док металуршка лабораторија може имати апарате за ливење или рафинацију метала или за испитивање њихове чврстоће. Хемичар или биолог може користити влажну лабораторију, док лабораторија психолога може бити соба са једносмерним огледалима и скривеним камерама у којима се посматра понашање. У неким лабораторијама, попут оних које обично користе компјутерски научници, рачунари (понекад суперкомпјутери) се користе или за симулације или за анализу података. Научници у другим областима користе и друге врсте лабораторија. Инжењери користе лабораторије и за пројектовање, изградњу и тестирање технолошких уређаја.
Научне лабораторије се могу наћи као истраживачке собе и простори за учење у школама и универзитетима, индустрији, владиним или војним објектима, па чак и на бродовима и свемирским летелицама.
Упркос основном схватању лабораторије као ограниченог простора за стручњаке, термин „лабораторија“ се такође све више примењује на радионичке просторе као што су Ливинг Лабс, Фаб Лабс или Хакерспејс, у којима се људи састају да би радили на друштвеним проблемима или да праве прототипове, радећи заједно или делећи ресурсе. Овај развој је инспирисан новим, партиципативним приступима науци и иновацијама и ослања се на методе дизајна усмерене на корисника и концепте као што су отворена иновација или корисничка иновација. Једна препознатљива карактеристика рада у Опен Лабса је феномен превођења, вођен различитим позадинама и нивоима стручности људи који су укључени.

## Историја
Ранији примери „лабораторија“ забележених на енглеском укључивали су алхемију и припрему лекова.
Појава велике науке током Другог светског рата повећала је величину лабораторија и научне опреме, уводећи акцелераторе честица и сличне уређаје.

### Ране лабораторије
Најранија лабораторија према садашњим доказима је кућна лабораторија Питагоре са Самоса, познатог грчког филозофа и научника. Ова лабораторија је настала када је Питагора спровео експеримент о тоновима звука и вибрацијама жице.
На слици Луја Пастера сликара Алберта Еделфелта из 1885. године, Луј Пастер је приказан како упоређује белешку у својој левој руци са флашом напуњеном чврстим материјалом у десној руци. Он не носи никакву личну заштитну опрему.
Истраживање у тимовима почело је у 19. веку, а многе нове врсте опреме развијене су у 20. веку.
Подземна алхемијска лабораторија из 16. века случајно је откривена 2002. године. Веровало се да је власник Рудолф II, цар Светог римског царства. Лабораторија се зове Speculum Alchemiae и чува се као музеј у Прагу.
- Хемијска лабораторија 18. века, какву су користили Антоан Лавоазје и његови савременици
- Томас Едисон у својој лабораторији, 1901
- Лабораторија Одељења за хемију Универзитета у Хелсинкију 23. септембра 1960.
- Лабораторија током 1970-их
- Хемијска лабораторија на Међународном колеџу Универзитета Махидол од 2009
- Стил бројача из раних 2000-их у хемијској лабораторији, Међународни колеџ Махидол универзитета, Тајланд
- Лабораторија за органску хемију на Универзитету примењених наука у Ахену, кампус Јилих, Немачка

## Технике
Лабораторијске технике су скуп поступака који се користе у природним наукама као што су хемија, биологија, физика за извођење експеримента, све оне прате научну методу; док неке од њих укључују употребу сложене лабораторијске опреме од лабораторијског стакленог посуђа до електричних уређаја, а друге захтевају специфичнији или скупљи прибор.

## Опрема и прибор
Лабораторијска опрема се односи на различите алате и опрему коју користе научници који раде у лабораторији:
Класична опрема укључује алате као што су Бунзенови горионици и микроскопи, као и специјалну опрему као што су оперантске коморе за кондиционирање, спектрофотометри и калориметри.
Хемијске лабораторије
- лабораторијско стаклено посуђе као што је чаша или боца са реагенсом
- Аналитички уређаји као  или спектрофотометри

Лабораторије за молекуларну биологију + Лабораторије за природне науке
- Аутоклав
- Микроскоп
- Центрифуге
- Шејкери и миксери
- Пипета
- Термални сајклери
- Фотометар
- Фрижидери и замрзивачи
- Универзална машина за тестирање
- УЛТ фрижидери
- Инкубатори
- Биореактор
- Кабинети биолошке сигурности
- Инструменти за секвенцирање
- Димне капеле
- Еколошка комора
- Овлаживач
- Ваге за мерење
- Реагенси (прибор)
- Оипетни врхови (прибор)
- Потрошни материјал од полимера (прибор) за мале запремине (µL и mL скале), углавном стерилан

Лабораторијска опрема се углавном користи за извођење експеримента или за мерење и прикупљање података. Већа или софистициранија опрема се генерално назива научним инструментом.

## Безбедност
У многим лабораторијама постоје опасности. Лабораторијске опасности могу бити: отрови; инфективни агенси; запаљиви, експлозивни или радиоактивни материјали; покретне машине; екстремне температуре; ласери, јака магнетна поља или високи напон. Због тога су мере предострожности од виталног значаја. Постоје правила како би се ризик појединца свео на минимум, а сигурносна опрема се користи да заштити кориснике лабораторије од повреда или да помогне у реаговању у хитним случајевима.
Администрација за безбедност и здравље на раду (OSHA) у Сједињеним Државама, препознајући јединствене карактеристике радног места у лабораторији, креирала је стандард за професионалну изложеност опасним хемикалијама у лабораторијама. Овај стандард се често назива „Лабораторијски стандард“. Према овом стандарду, лабораторија је обавезна да изради План хемијске хигијене (CHP) који се бави специфичним опасностима које се налазе на њеној локацији и приступу њима.
Приликом утврђивања одговарајућег плана хемијске хигијене за одређени посао или лабораторију, неопходно је разумети захтеве стандарда, процену тренутних безбедносних, здравствених и еколошких пракси и процену опасности. CHP се мора ревидирати једном годишње. Многе школе и предузећа запошљавају стручњаке за безбедност, здравље и животну средину, као што је службеник за хемијску хигијену (CHO) да развијају, управљају и процењују своје CHP. Поред тога, преглед треће стране се такође користи за пружање објективног „спољашњег погледа“ који пружа нови увид у области и проблеме који се могу узети здраво за готово или превидети због навике.
Инспекције и ревизије се такође редовно спроводе ради процене опасности услед руковања и складиштења хемикалија, електричне опреме, биолошких опасности, управљања опасним отпадом, хемијског отпада, одржавања домаћинства и спремности за хитне случајеве, радијационе безбедности, вентилације, као и респираторног тестирања и квалитета ваздуха у затвореном простору. Важан елемент таквих ревизија је преглед усклађености са прописима и обука појединаца који имају приступ лабораторији или раде у њој. Обука је кључна за континуирано безбедан рад лабораторијског објекта. Наставници, особље и менаџмент морају бити ангажовани на раду на смањењу вероватноће несрећа, повреда и потенцијалних судских спорова. Улажу се напори да се осигура да су видео снимци о безбедности у лабораторији релевантни и ангажовани.

## Подела
- Хемијски лабораторијски прибор
- Физички лабораторијски прибор
- Биолошки лабораторијски прибор
- Геофизички лабораторијски прибор
- Лабораторијски прибор за свемирска истраживања